# Castello di Bensberg
Il castello di Bensberg, nel quartiere di Bensberg della città tedesca di Bergisch Gladbach nel Bergischen Land (Renania Settentrionale-Vestfalia), è un castello di caccia eretto all'inizio del XVIII secolo su progetto dell'architetto veneziano Matteo Alberti, che oggi viene utilizzato come hotel.

## Storia e descrizione
Giovanni Guglielmo del Palatinato (detto popolarmente Jan Wellem) regnò come duca di Julich e di Berg dal 1679 al 1716. Egli successe nel 1690 al padre Filippo Guglielmo come principe elettore del Palatinato. In autunno egli si recava dalla sua residenza nel Castello di Düsseldorf a Bensberg per la caccia. Il limitrofo parco naturale di Königsforst era la sua prediletta riserva di caccia. La seconda moglie di Jan Wellems, Anna Maria Luisa de' Medici, figlia del granduca di Toscana, Cosimo III de' Medici, era entusiasta della vista che si godeva dal vecchio castello di Bensberg, che si ergeva sulle colline circostanti e che le ricordavano il paesaggio toscano.
Presumibilmente per fare un piacere alla consorte, nel 1703 Jan Wellem incaricò il conte veneziano Matteo Alberti, allora direttore dei lavori di corte, di erigere sul luogo un nuovo castello in stile barocco. Nel 1711 l'architetto veneziano realizzò un sontuoso Palazzo di Caccia sul modello del Castello di Schönbrunn.
L'asse mediano del complesso edilizio è esattamente orientato al Duomo di Colonia. Per l'allestimento interno il principe elettore ingaggiò rinomati artisti contemporanei come Antonio Bellucci, Giovanni Antonio Pellegrini, Jan Weenix e Domenico Zanetti.
Quando Goethe visitò il castello, nel 1774, scrisse il suo accompagnatore Johann Georg Jacobi nel suo diario:
(Dal Diario di Johann Georg Jacobi)
Lo stesso Goethe scrisse nel suo 14º libro in Dichtung und Wahrheit (Poesia e Verità):
(dal 14º libro in Dichtung und Wahrheit di Goethe)
Jan Wellem non visse il completamento della sua rappresentativa residenza di caccia. Quando nel 1716 morì, si profilava già il declino del castello principesco. I suoi successori risiedevano più nel Palatinato che nel Ducato di Berg e si recavano nel castello solo raramente.

## Utilizzo nel XIX e XX secolo

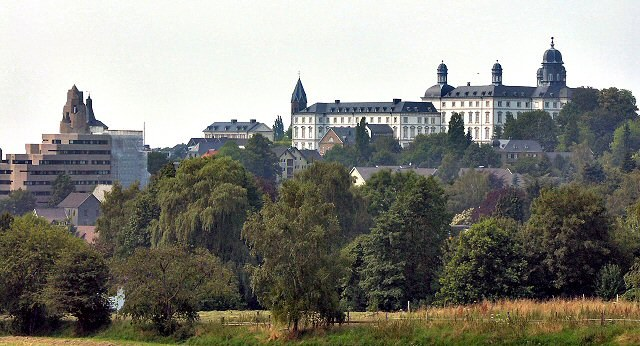
Bensberg, Rathaus e Castello

Nel periodo successivo l'edificio venne utilizzato in modi diversi: dal 1819 al 1832 come ospedale militare e farmacia, dal 1840 al 1918 come scuola militare e successivamente come caserma.
Dal 1935 al 1945 i nazisti v'installarono una scuola di partito (Nationalpolitische Erziehungsanstalt abbr. NPEA o anche Nationalpolitische Lehranstalt, abbr. NAPOLA). Dopo il 1945 esso venne utilizzato dalle truppe di occupazione alleate, prima dagli statunitensi e dagli inglesi, poi, dal 1946, da quelle belghe e dal 1965 fino al 1999 fu la sede del ginnasio belga Koninklijk Atheneum Bensberg (Ateneo reale di Bensberg).

## Grandhotel Castello di Bensberg e terme

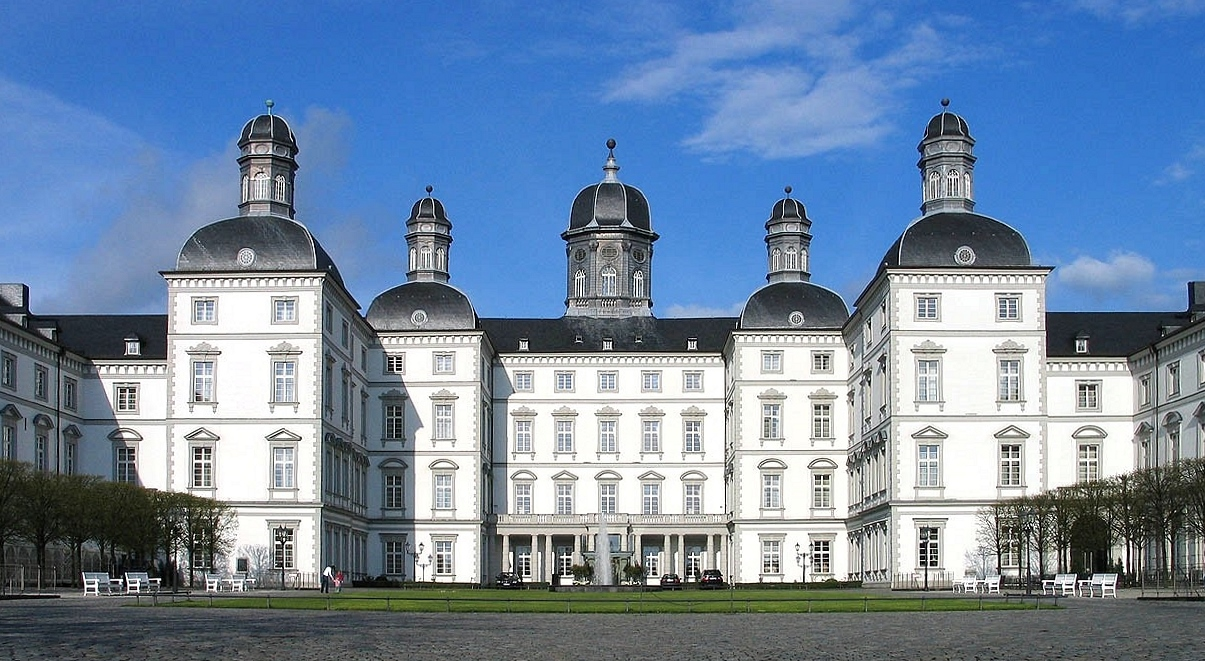
Castello di Bensberg nel 2006

Nel 1997 l'ex castello principesco di caccia fu completamente ristrutturato e trasformato in un hotel a cinque stelle dal gruppo Althoff Hotels. Esso è uno dei Leading Hotels of the World, cioè fra gli hotel di lusso più rinomati e conta 120 camere. Nella struttura vi sono ben tre ristoranti, un centro di bellezza e benessere ed una gioielleria.
Nel castello di Bensberg si svolgono anche grandi manifestazioni, come dal 2002 al 2005 la consegna dei premi del Grimme Online Award. Durante il Campionato mondiale di calcio del 2006 il castello di Bensberg fu il quartier generale della squadra nazionale di calcio della Corea del Sud. Oltre al Festival der Meisterköche (Festival dei Grandi Cuochi) ed il Oldtimer-Treffen Schloss Bensberg Classics (Raduno delle auto d'epoca classiche), il Mercatino di Natale del castello della terza domenica di Avvento attira migliaia di visitatori.

## I tesori d'arte del castello
Le Scene di caccia di Jan Weenix si trovano oggi nelle Collezioni di Stato della Baviera, un gruppo di musei e pinacoteche del Land bavarese. Tappezzerie seriche ed altri dipinti si trovano invece nei Castelli di Augustusburg e Falkenlust a Brühl.